# Kanton Lyons-la-Forêt
Der Kanton Lyons-la-Forêt war bis 2015 ein französischer Wahlkreis im Arrondissement Les Andelys, im Département Eure und in der Region Haute-Normandie; sein Hauptort war Lyons-la-Forêt, Vertreter im Generalrat des Départements war zuletzt von 2001 bis 2015 Henri Collard.
Der 13 Gemeinden umfassende Kanton war 144,16 km² groß und hatte 4543 Einwohner (Stand: 2012).

## Gemeinden
| Gemeinde           | Einwohner | Code postal | Code Insee |
| ------------------ | --------- | ----------- | ---------- |
| Beauficel-en-Lyons | 185       | 27480       | 27048      |
| Bézu-la-Forêt      | 188       | 27480       | 27066      |
| Bosquentin         | 67        | 27480       | 27094      |
| Fleury-la-Forêt    | 253       | 27480       | 27245      |
| Les Hogues         | 568       | 27910       | 27338      |
| Lilly              | 74        | 27480       | 27369      |
| Lisors             | 332       | 27440       | 27370      |
| Lorleau            | 137       | 27480       | 27373      |
| Lyons-la-Forêt     | 795       | 27480       | 27377      |
| Rosay-sur-Lieure   | 464       | 27790       | 27496      |
| Touffreville       | 277       | 27440       | 27649      |
| Le Tronquay        | 391       | 27480       | 27664      |
| Vascœuil           | 339       | 27910       | 27672      |

## Bevölkerungsentwicklung
| 1962 | 1968 | 1975 | 1982 | 1990 | 1999 |
| ---- | ---- | ---- | ---- | ---- | ---- |
| 3688 | 4140 | 3822 | 3710 | 3733 | 4070 |